# Pé-direito
Pé-direito é uma expressão da língua portuguesa muito utilizada em arquitetura, engenharia e em construções em geral, que indica a distância do pavimento ao teto.
Segundo o engenheiro Manuel Henrique Campos Botelho a origem da expressão pé-direito refere-se à distância medida em pés e na posição direita (em ângulo reto; em posição ortogonal) em relação ao plano. [carece de fontes?] O pé direito útil consiste na altura livre entre o piso e o tecto ou o tecto falso.
Alguns historiadores registram que na Idade Média era assim que se chamavam os pilares em que os arcos de uma construção se apoiavam.
No Brasil, segundo o Regulamento Geral de Edificações Urbanas (RGEU), a altura mínima do teto de um imóvel deve ser de 2,40m, com exceção dos vestíbulos, corredores, instalações sanitárias, despensas e arrecadações que poderão ter 2.20m de pé-direito (art.º 65.º do RGEU). Pela  Consolidação das Leis do Trabalho (CLT) , todos os estabelecimentos de empresas que tenham empregados são obrigadas a ter, no mínimo, três metros de pé-direito .
Um pé-direito baixo seria uma medida próximo a 2,40 m e pé-direito considerado alto que vai de 3m até alturas maiores de 6m. Na arquitetura, uma construção com pé-direito elevado ajuda na ventilação e uma com pé-direito baixo causa uma maior sensação de aprisionamento e, também, uma maior carga térmica sobre os moradores.